# Pierre Lelong (mathématicien)
Pour les articles homonymes, voir Pierre Lelong.
Pierre Lelong, né le 14 mars 1912 à Paris et mort le 12 octobre 2011 à Ivry-sur-Seine,,, est un mathématicien français, professeur émérite de mathématiques à l'université Pierre-et-Marie-Curie (Paris VI) et conseiller technique pour la recherche scientifique auprès du général de Gaulle entre 1959 et 1961.

## Biographie
Deux fois lauréat du concours général en mathématiques (1928 et 1929), Pierre Lelong étudie de 1931 à 1934 à l'École normale supérieure. À partir de 1938 il est chercheur au CNRS et en 1941, il obtient son doctorat en mathématiques. De 1940 à 1942, il est chargé de conférences à la Faculté des sciences de Paris, puis à partir de 1944, chargé de cours à l'université de Grenoble. De 1946 à 1954, il est professeur à l'université de Lille. Il devient finalement professeur émérite à l'université Pierre-et-Marie-Curie en 1981.
Lelong est de 1959 à 1961 avec Guy Camus, conseiller du président De Gaulle sur les questions d'éducation nationale, de la recherche et de santé publique. Pierre Lelong se sensibilise particulièrement sur les liens entre l'université et l'industrie, dont il a été témoin lors de son passage à l'université de Grenoble. De 1960 à 1964, il est l'un des douze sages qui conseillent le président en matière de politique de recherche avec le Comité consultatif de la recherche scientifique et technique (CCRST), et il en devient son directeur de 1961 à 1963. Toujours dans les années 1960, il est plusieurs fois président du Comité Mathématiques pour la préparation du Ve plan quinquennal, entre 1964 et 1966. De 1962 à 1966, il siège au conseil d'administration du CNRS et il est président du département de mathématiques. Il est l'un des initiateurs de l'Institut national de recherche en informatique et en automatique (INRIA) et de la Direction des recherches et moyens d'essais (DRME). Il est président du Centre international de calcul de Rome.
Pierre Lelong épouse Jacqueline Ferrand en 1947 ; le couple aura quatre enfants. Plus tard, il divorce et épouse en secondes noces France Fages en 1976.

## Distinctions
- Commandeur de la Légion d'honneur
- Officier de l'ordre des Palmes académiques
- Chevalier de l'ordre de la Santé publique
- Commandeur de l'ordre du Soleil du Pérou
- Commandeur de l'ordre de l'Étoile noire

### Récompenses
- Prix Eugène-Dickson (1950)
- Prix de l'association Au service de la Pensée française (1952)
- Prix Ernest-Déchelle (1957)
- Grand prix de mathématiques et de physique (1972)
- Membre de l'Académie des sciences
- Docteur honoris causa de l'université d'Uppsala

## Travaux en mathématiques
Pierre Lelong a principalement travaillé dans les domaines mathématiques de la théorie du potentiel, de l'analyse complexe et de la géométrie analytique. En 1942, il introduit la notion de fonction plurisousharmonique. Dans les années 1960, avec les mathématiciens Pierre Dolbeault et Henri Skoda, il organise un séminaire d'analyse complexe à Paris. Pierre Lelong a introduit l'équation de Poincaré–Lelong (en) et le nombre de Lelong (en).

## Ouvrages de Pierre Lelong
- Intégration sur un ensemble analytique complexe, Bulletin de la Société Mathématique de France no 85, 1957, p. 239–262, ISSN 0037-9484, MR0095967
- Leçons sur la théorie des fonctions de plusieurs variables complexes, Publication du CEA, 1960
- Fonctions plurisousharmoniques et formes différentielles positives. Gordon and Breach, 1965
- Fonctions entières et fonctionnelles analytiques. Presses universitaires de Montréal, 1968
- De Gaulle et le service de l’État. Plon, 1977
- avec L. Gruman: Entire functions of several complex variables. Springer 1985